# Syntrichura virens
Syntrichura virens är en fjärilsart som beskrevs av Butler 1876. Syntrichura virens ingår i släktet Syntrichura och familjen björnspinnare. Inga underarter finns listade i Catalogue of Life.